# Білоцерківець Наталка Геннадіївна
Ната́лка Генна́діївна Білоцеркі́вець (нар. 8 листопада 1954, Куянівка) — українська поетеса і перекладачка.

## Біографія
Народилася Наталія Білоцерківець на Сумщині в селі Куянівка. Батьки — вчителі української мови та літератури, покоління тієї сільської інтелігенції, котра, за словами поетеси, сказаними ще на початку 90-х, «вимирає як явище».
У родоводі — відоме прізвище Гамалій (лінія бабусі по батькові), а також Лисивець, котре також зустрічається у козацьких реєстрах. Батько походить із Сумщини, мама — Анастасія Лисивець — з Березані на Лівобережній Київщині. Батько писав прозу (у 1960-і вийшли друком дві збірки оповідань), мама оприлюднила двома виданнями спогади про пережитий Голодомор та примусові роботи у гітлерівській Німеччині. Її «Спомини. Великий голод. Велика війна» перекладені французькою та румунською.
Французьке телебачення ще встигло відзняти в Києві свідчення Анастасії Лисивець для фільму про український Голодомор незадовго до її смерті.

## Творчість
Серед збірок і книжок письменниці:
- Балада про нескорених : лірика : перша поетична збірка / Н. Г. Білоцерківець. – Київ : Молодь, 1976. – 47 с.
- У країні мого серця: лірика / Н. Г. Білоцерківець. – Київ : Рад. письменник, 1979. – 64 с.
- Підземний вогонь / Н. Білоцерківець. – Київ : Молодь, 1984. – 80 с.
- Листопад : поезії / Н. Г. Білоцерківець. – Київ : Рад. письменник, 1989. – 93 с.
- Алергія : вірші / Н. Білоцерківець. – Київ : Критика, 1999. – 59, [4] с. : іл. 10.
- Готель Централь : вибрані вірші / Н. Білоцерківець. – Львів : Кальварія, 2004. – 120 с.
- Róża i nóż / Natałka Biłocerkiweć ; wybrał i przełożył Bogdan Zadura. – Rzeszów: “Fraza”, 2009. – 60 s.
- У контексті епохи : літературно-критичні статті / Н. Г. Білоцерківець. – Київ : Рад. письменник, 1990. – 207 с.
- Ми помрем не в Парижі : вибрані вірші / Наталка Білоцерківець ; [післям. К. Москальця, Л. Таран]. – Київ : А-БА-БА-ГА-ЛА-МА-ГА, 2015. - 240 с. – (Українська Поетична Антологія).
- Ми помрем не в Парижі : вибр. вірші / Наталка Геннадіївна Білоцерківець ; [післямова К. Москальця, Л. Таран]. – Вид. 2-ге. – Київ : А-БА-БАГА-ЛА-МА-ГА, 2018. – 239 с. – (Серія «Українська Поетична Антологія»).
- Eccentric Days of Hope And Sorrow : poetry / Natalka Bilotserkivets ; пер. англ.:  Ali Kinsella, Dzvinia Orlowsky. – Sandpoint : Lost Horse Press, 2021. – 201 с.
- Subterranean Fire : poetry / Natalka Bilotserkivets ; пер. англ.: James Brasfield, Lada Kolomiyets, Olena Jennings, Michael M. Naydan, Dzvinia Orlowsky, Andrew Sorokowski, Myroslava Stefaniuk, and Virlana Tkacz and Wanda Phipps. –  London : Glagoslav Publications, 2022. – 156 с.

Наталка Білоцерківець є автором тексту популярної пісні «Ми помрем не в Парижі», яку виконує гурт «Мертвий Півень».
Деякі твори Наталки Білоцерківець перекладені на німецьку, англійську, польську, шведську, білоруську і російську мови.
Член Українського ПЕН-клубу.

## Переклади
- Райх А. Тіло – голодний вовк ; Любов ; Ландшафт ; І знов про моє кохання ; Літні підвали ; На світанку / Ашер Райх ; пер. Наталка Білоцерківець // «І покоління приходить...» : антологія сучасної ізраїльської поезії : [переклади] / [упоряд., ред. Ю. Морозюк, А. Дубинська]. – [Київ] : Дух і Літера, [2012]. –  С. 66-73.
- Чеслав Мілош. Вибране — К.: Юніверс, 2008 (переклад Наталки Білоцерківець та інших)
- Орловська Д. Поезії / Дзвиня Орловська ; пер. з англ Н. Білоцерківець // Всесвіт. – 2003. – №7-8.– С.51-55.
- Вернадський В. Українське питання і російська громадсь кість / публ., передм. В. Брюховецького; пер. Н. Білоцерківець // Урок української.– 2002. – № 10. – С. 57-61.
- «Ось дівчина, майже дитина…» / пер. з рос. Наталка Білоцерківець // Олександр Блок. Поезії / передм. М. Рильського ; ред. І. Драча. – Київ : Дніпро, 1989. – С. 93
- Вернадський В. І.[Українське питання і російська громадськість] / публ. та прим. В. Брюховетського ; пер. з рос. Наталка Білоцерківець // Молода гвардія. – 1988. – № 50(12 берез.).
- Володимир Вернадський. Українське питання і російська громадськість. 1988

## Інтерв'ю
- Udensiva-Brenner Masha In Conversation with Ukrainian Poet Natalka Bilotserkivets (Harriman Resident, 22-23) [Розмова з українською поетесою Наталкою Білоцерківець]
- Наталка Білоцерківець: «І хтось напише вірш про вірші в час війни»
- Наталка Білоцерківець: «Мій перший і останній роман з романом»
- Наталка Білоцерківець: «Нам потрібна література другого ряду»
- Наталка Білоцерківець: Цінності лишаються незмінними
- Наталка Білоцерківець: Книжки не можна писати «під контракт»
- Наталка Білоцерківець: Родина для мене не менш важлива, ніж поезія : розмова з романтичною одруженою жінкою
- Перші у другому ряду : інтерв’ю з Наталкою Білоцерківець

## Премії
- Лауреат премії Грузії імені В. Маяковського;
- Лавреат премії Міжнародного літературного фестивалю у Словенії «Кристал Віленіци» (“Crystal Vilenica”, 2001)

## Родина
- чоловік Микола Рябчук (1953) — культуролог, журналіст;
- дочка Анастасія (1984) — соціолог;
- син Юрій (1988) — музикант[6].

## Публікації
- The Great Famine of 1932-l933 in Ukraine: a presentation at Penn State University A cruel lesson by Natalia Bilotserkivets [Архівовано 5 серпня 2011 у Wayback Machine.]
- Вірші Н. Білоцерківець у Бібліотеці української літератури ПОЕТИКА [Архівовано 4 серпня 2014 у Wayback Machine.]
- Н. Г. Белоцерківець, Л. В. Таран. Літературно-меморіальний музей Максима Рильського в Києві. Короткий путівник. Київ, Реклама, 1984.